# 周汉生
周汉生（1963年6月—），湖北鄂州人，汉族，中国民主建国会会员。中华人民共和国政治人物、第十三届全国人民代表大会湖北省代表。

## 生平
2018年，周汉生被选为湖北省出席第十三届全国人民代表大会代表。